# Lichtenberg (Fischbachtal)
Lichtenberg ist ein Ortsteil der Gemeinde Fischbachtal im südhessischen Landkreis Darmstadt-Dieburg. Zu ihm gehören der ehemalige Ortsteil Obernhausen, der Weiler Hütte Kernbach und das historische Hofgut und Weiler Hottenbacher Hof.

## Geografie
Lichtenberg liegt als geschlossenes Dorf im Fischbachtal des nördlichen Odenwalds, ca. 14 km südlich von Dieburg. Es entstand als Burgsiedlung auf Berglage im Granitgebiet des Odenwaldes am Ende eines Hügelrückens. Der Ort liegt unmittelbar westlich unterhalb dem auf einem Bergkegel erbauten Schloss Lichtenberg und war rings mit einer Mauer umgeben, die sich an der Südwestecke des Schlosses und am Pfortenhause an die Ringmauer anschloss. Der Ortsteil Lichtenberg besteht aus der 211 Hektar großen Gemarkung Lichtenberg. In dieser liegen die folgenden aktuellen bzw. historischen Siedlungsplätze:
- Hof Kernbacher Hütte[4]
- Ortsteil Obernhausen[5]
- Schloss Lichtenberg[6]
- Hottenbacher Hof (Heute gehört der Weiler zu Lichtenberg)[7]

An den Ortsteil Lichtenberg grenzen, vom Norden beginnend, im Uhrzeigersinn die Orte Rodau, Niedernhausen, Billings, Klein-Bieberau. Durch den Ort führt die Landesstraße 3107.

## Geschichte

### Ortsgeschichte
Funde belegen die zumindest zeitweise Besiedelung in vorgeschichtlicher, römischer und alemannischer Zeit. Die nahe Heuneburg ist ein gutes Beispiel dafür.
Die älteste bekannte urkundliche Erwähnung des Dorfes datiert in das Jahr 1228. Weitere Erwähnungen erfolgten unter den Ortsnamen (in Klammern das Jahr der Erwähnung): Leychtemberg (1312); Lihtenberg (1323); Lychtemberg (1345); Lihtinberg und Lihtenberg (1355); Liechtenberg (1360) und Lichtenberg (1388).
Graf Diether VI. von Katzenelnbogen (* 1273; † 1315) zog mit König Heinrich VII. zur Kaiserkrönung nach Italien und erhielt 1312 zur Belohnung für seinen Einsatz in den blutigen Straßenschlachten von Rom die Stadtrechte für Lichtenberg und Groß-Bieberau. Lichtenberg war von 1312 bis 1479 im Besitz der Grafen von Katzenelnbogen und fiel 1479 der Landgrafschaft Hessen zu, nachdem die Linie der Grafen von Katzenelnbogen ausgestorben war. Im Jahr 1420 gab Graf Johann IV. von Katzenelnbogen die Güter zu Rodau und Lichtenberg, die der verstorbene Heinrich von Hatzstein besessen hatte, Hamman Echter als Burglehen zu Reinheim. Im 16. Jahrhundert üben die Landgrafen von Hessen die hohe Obrigkeit aus. Bis ins 19. Jahrhundert war Lichtenberg der Sitz des gleichnamigen Amtes. 1312 und 1360 wurden dem Ort Stadtrechte verliehen.
Die Statistisch-topographisch-historische Beschreibung des Großherzogthums Hessen berichtet 1829 über Lichtenberg:

„Lichtenberg (L. Bez. Reinheim) luth. Filialdorf; liegt 1 1⁄4 St. von Reinheim, auf einem östlich steil anlaufenden Berge, und hat 24 Häuser und 212 Einw., die bis auf 2 Kath. und 1 Reform. alle lutherisch sind. Lichtenberg ist der Sitz des Landgerichts und des Rentamts. Hier ist ein Schloß, in welchem sich die Wohnung des Landrichters, die Registraturen, eine Kirche und die Fruchtspeicher befinden. Es besteht aus dem Hauptbau mit 2 Flügeln, ist sehr geräumig und aus ziemlich neuer Zeit; älter sind zum Theil die Nebengebäude, als Stallungen etc.; und der älteste Theil ist das sogenannte Bollwerk, ein runder halbverfallener Thurm, der 238 Hess. Fuß im Umfang hat, und von ausnehmender Vestigkeit gewesen ist. Das Schloß, die Rentei, das Bezirksgefängniß und mehrere Privatwohnungen liegen innerhalb der Umfangsmauer, die mit einem Thore versehen ist. – In der Heppenheimer Markbeschreibung 773, wird ein Gelicheberga genannt, und es ist nicht unwahrscheinlich, daß die gegenwärtige Stelle damit gemeint sey. Lichtenberg war ein Eigenthum des Klosters Lorsch, und wurde von diesem zu Lehen gegeben. So weit die Urkunden reichen, gehörte das Schloß den Grafen von Katzenellenbogen. Zuerst kommt Graf Diether II. († vor 1245) als Besitzer vor, der sich auch darnach benannte. Nachdem Lorsch an die Pfalz gekommen, trugen die spätern Besitzer Lichtenberg von dieser zu Lehen. Im 14. Jahrhundert kam Lichtenberg eine Zeitlang in andere Hände, weil Graf Diether IV., indem er seiner Gemahlin Catharine, 1308, ihr Witthum auf dieses anwieß, die gewöhnliche Clausel, wegen einer zweiten Verheurathung, ausgelassen hatte. Dieser Gräfin, die mit Raugraf Heinrich dem Aeltern in die zweite Ehe trat, wurde demnach durch einen Austrägalspruch das Schloß auch in zweiter Ehe, als ihr Witthum aus erster Ehe, zugesprochen. Dessen ungeachtet sah Graf Heinrich von Spanheim, der Sohn ihrer einzigen an Philipp von Spanheim vermählten Tochter, das Schloß als Erbgut an, und bewitthumte mit pfälzischer Lehensbewilligung seine Gemahlin Adelheid, eine Tochter des Grafen Johann I. von Katzenellenbogen darauf. Graf Heinrich von Spanheim erhielt 1360 von Kaiser Carl IV. für das Schloß und Thal Lichtenberg alle Freiheiten der Stadt Lindenfels. Nach des Grafen Tod, kam das Schloß wieder an die Grafen von Katzenellenbogen. Unterm Jahr 1440 werden folgende Burgmänner des Schlosses aufgeführt: Georg von Holterpach, Conz Geyling, Dieterich von Hohenstein, Bernhart Kalben, Hanß von Habern, Hanß Rorbach, Diether Gans. Noch 1482 hatte das Vehmgericht hier einen Freistuhl. Die alte Burg war rund gebaut; das jetzige Viereck legte Landgraf Georg I. an; auch errichtete er 1570 eine Schloßkapelle. Landgraf Ludwig V. machte den 8. Oktob. 1625 hier sein Testament, und Landgraf Georg II. begab sich, wegen der Pest in Darmstadt, 1629 mit seinem ganzen Hofstaat hierher. Im 30jährigen Krieg war Lichtenberg als vester Ort, der Zufluchtsort vieler Unglücklichen. Im Jahr 1688 im Decemb. kam eine Besatzung, aus 1 Lieutenant und 60 Mann bestehend, nach Lichtenberg mit dem Befehl, weder französische noch andere Völker einzulassen. 1693 wurde mit den Bevestigungen zu Lichtenberg so wie mit dem Geschütz, das nicht unbeträchtlich war, alle erforderlichen Reparaturen vorgenommen, womit 1694 fortgefahren wurde. Im Jahr 1735 wurden gleichfalls Ausbesserungen an den Bevestigungen und dem Geschütz vorgenommen. Damals befanden sich selbst auf dem Bollwerk 2 metallene Stücke und 4 Doppelhaken. – Eine Wasserleitung brachte einst das Wasser in das Schloß. Lichtenberg hat einem Amte den Namen gegeben und war von jeher der Sitz der Beamten. Im Jahr 1802 wurde die pfälzische Lehensherrlichkeit aufgehoben und Lichtenberg ist nun Allodium.“

Hessische Gebietsreform (1970–1977)
Spätestens vor Gründung des Landes Hessen wurde Lichtenberg nicht mehr als Stadt bezeichnet, sondern galt bis zum freiwilligen Zusammenschluss im Zuge der Gebietsreform in Hessen als Gemeinde. Der Zusammenschluss mit den Gemeinden Steinau, Meßbach, Nonrod, Billings und Niedernhausen zur Gemeinde Fischbachtal erfolgte am 31. Dezember 1971. Für jede der ehemaligen Gemeinden wurde ein Ortsbezirk eingerichtet. Die Gemeindeverwaltung erhielt ihres Sitz im Ortsteil Niedernhausen.

### Verwaltungsgeschichte im Überblick
Die folgende Liste zeigt die Staaten und Verwaltungseinheiten, denen Lichtenberg angehört(e):
- vor 1479: Heiliges Römisches Reich, Grafschaft Katzenelnbogen, Obergrafschaft Katzenelnbogen, Amt Lichtenberg
- ab 1479: Heiliges Römisches Reich, Landgrafschaft Hessen (durch Erbfall), Obergrafschaft Katzenelnbogen, Amt Lichtenberg
- ab 1567: Heiliges Römisches Reich, Landgrafschaft Hessen-Darmstadt, Obergrafschaft Katzenelnbogen, Amt Lichtenberg (1787: Gericht Lichtenberg)
- ab 1803: Heiliges Römisches Reich, Landgrafschaft Hessen-Darmstadt, Fürstentum Starkenburg, Amt Lichtenberg
- ab 1806: Großherzogtum Hessen,[Anm. 3] Fürstentum Starkenburg, Amt Lichtenberg[15]
- ab 1815: Großherzogtum Hessen[Anm. 4], Provinz Starkenburg, Amt Lichtenberg
- ab 1821: Großherzogtum Hessen, Provinz Starkenburg, Landratsbezirk Reinheim[Anm. 5]
- ab 1832: Großherzogtum Hessen, Provinz Starkenburg, Kreis Dieburg
- ab 1848: Großherzogtum Hessen, Regierungsbezirk Dieburg
- ab 1852: Großherzogtum Hessen, Provinz Starkenburg, Kreis Dieburg
- ab 1871: Deutsches Reich,[16] Großherzogtum Hessen, Provinz Starkenburg, Kreis Dieburg
- ab 1918: Deutsches Reich, Volksstaat Hessen,[Anm. 6] Provinz Starkenburg, Kreis Dieburg
- ab 1938: Deutsches Reich, Volksstaat Hessen, Landkreis Dieburg[17][Anm. 7]
- ab 1945: Deutsches Reich, Amerikanische Besatzungszone,[Anm. 8] Groß-Hessen, Regierungsbezirk Darmstadt, Landkreis Dieburg
- ab 1946: Deutsches Reich, Amerikanische Besatzungszone, Land Hessen, Regierungsbezirk Darmstadt, Landkreis Dieburg
- ab 1949: Bundesrepublik Deutschland, Land Hessen, Regierungsbezirk Darmstadt, Landkreis Dieburg
- ab 1972: Bundesrepublik Deutschland, Land Hessen, Regierungsbezirk Darmstadt, Landkreis Dieburg, Gemeinde Fischbachtal[Anm. 9]
- ab 1977: Bundesrepublik Deutschland, Land Hessen, Regierungsbezirk Darmstadt, Landkreis Darmstadt-Dieburg, Gemeinde Fischbachtal

### Gerichte
Für Lichtenberg war bis 1803 das Gericht des Schlosses Lichtenberg zuständig. In der Landgrafschaft Hessen-Darmstadt wurde mit Ausführungsverordnung vom 9. Dezember 1803 das Gerichtswesen neu organisiert. Für das Fürstentum Starkenburg wurde das „Hofgericht Darmstadt“ eingerichtet. Es war für normale bürgerliche Streitsachen Gericht der zweiten Instanz, für standesherrliche Familienrechtssachen und Kriminalfälle die erste Instanz. Übergeordnet war das Oberappellationsgericht Darmstadt. Die Rechtsprechung der ersten Instanz wurde durch die Ämter bzw. Standesherren vorgenommen.
Damit war für Lichtenberg das Amt Lichtenberg zuständig.
Mit Bildung der Landgerichte im Großherzogtum Hessen war ab 1821 das Landgericht Lichtenberg das Gericht erster Instanz, zweite Instanz war das Hofgericht Darmstadt. Es folgten:
- ab 1848: Landgericht Reinheim (Verlegung von Lichtenberg nach Reinheim), zweite Instanz: Hofgericht Darmstadt
- ab 1879: Amtsgericht Reinheim, zweite Instanz: Landgericht Darmstadt
- ab 1968: Amtsgericht Darmstadt mit der Auflösung des Amtsgerichts Reinheim, zweite Instanz: Landgericht Darmstadt

## Bevölkerung

### Einwohnerstruktur 2011
Nach den Erhebungen des Zensus 2011 lebten am Stichtag, dem 9. Mai 2011, in Lichtenberg 471 Einwohner. Darunter waren 18 (3,8 %) Ausländer.
Nach dem Lebensalter waren 72 Einwohner unter 18 Jahren, 198 zwischen 18 und 49, 102 zwischen 50 und 64 und 99 Einwohner waren älter.
Die Einwohner lebten in 189 Haushalten. Davon waren 42 Singlehaushalte, 54 Paare ohne Kinder und 75 Paare mit Kindern, sowie 15 Alleinerziehende und 3 Wohngemeinschaften. In 18 Haushalten lebten ausschließlich Senioren und in 75 Haushaltungen keine Senioren.

### Einwohnerentwicklung
| • 1629: | 22 Hausgesesse (Lichtenberg und Obernhausen)             |
| • 1791: | 81 (mit Schloß und Burg) Einwohner                       |
| • 1800: | 155 (mit Schloß und Burg) Einwohner                      |
| • 1806: | 174 Einwohner, 18 Häuser (mit Kirnbach und Allertshofen) |
| • 1829: | 212 Einwohner, 24 Häuser                                 |
| • 1867: | 226 Einwohner, 40 Häuser                                 |

| Lichtenberg: Einwohnerzahlen von 1829 bis 2023 | Lichtenberg: Einwohnerzahlen von 1829 bis 2023 | Lichtenberg: Einwohnerzahlen von 1829 bis 2023 | Lichtenberg: Einwohnerzahlen von 1829 bis 2023 | Lichtenberg: Einwohnerzahlen von 1829 bis 2023 |
| --- | ---------------------------------------------- | ---------------------------------------------- | ---------------------------------------------- | ---------------------------------------------- |
| Jahr |                                                |                                                |                                                | Einwohner                                      |
| 1829 | 1829                                           |                                                | 212                                            | 212                                            |
| 1834 | 1834                                           |                                                | 430                                            | 430                                            |
| 1840 | 1840                                           |                                                | 377                                            | 377                                            |
| 1846 | 1846                                           |                                                | 355                                            | 355                                            |
| 1852 | 1852                                           |                                                | 305                                            | 305                                            |
| 1858 | 1858                                           |                                                | 265                                            | 265                                            |
| 1864 | 1864                                           |                                                | 275                                            | 275                                            |
| 1871 | 1871                                           |                                                | 281                                            | 281                                            |
| 1875 | 1875                                           |                                                | 280                                            | 280                                            |
| 1885 | 1885                                           |                                                | 269                                            | 269                                            |
| 1895 | 1895                                           |                                                | 226                                            | 226                                            |
| 1905 | 1905                                           |                                                | 263                                            | 263                                            |
| 1910 | 1910                                           |                                                | 287                                            | 287                                            |
| 1925 | 1925                                           |                                                | 278                                            | 278                                            |
| 1939 | 1939                                           |                                                | 360                                            | 360                                            |
| 1946 | 1946                                           |                                                | 528                                            | 528                                            |
| 1950 | 1950                                           |                                                | 510                                            | 510                                            |
| 1956 | 1956                                           |                                                | 471                                            | 471                                            |
| 1961 | 1961                                           |                                                | 438                                            | 438                                            |
| 1967 | 1967                                           |                                                | 532                                            | 532                                            |
| 1970 | 1970                                           |                                                | 524                                            | 524                                            |
| 1980 | 1980                                           |                                                | ?                                              | ?                                              |
| 1990 | 1990                                           |                                                | ?                                              | ?                                              |
| 2000 | 2000                                           |                                                | ?                                              | ?                                              |
| 2011 | 2011                                           |                                                | 471                                            | 471                                            |
| 2015 | 2015                                           |                                                | 444                                            | 444                                            |
| 2023 | 2023                                           |                                                | 439                                            | 439                                            |
| Datenquelle: Historisches Gemeindeverzeichnis für Hessen: Die Bevölkerung der Gemeinden 1834 bis 1967. Wiesbaden: Hessisches Statistisches Landesamt, 1968. Weitere Quellen: LAGIS; Zensus 2011; Gemeinde Fischbachtal: 2015; 2023 |                                                |                                                |                                                |                                                |

### Historische Religionszugehörigkeit
| • 1829: | 209 lutheranische (= 98,58 %), einen reformierten (= 0,47 %) und 2 katholische (= 0,94 %) Einwohner |
| • 1961: | 386 evangelische (= 88,13 %), 40 katholische (= 9,13 %) Einwohner                                   |

## Politik
Für Lichtenberg besteht ein Ortsbezirk (Gebiete der ehemaligen Gemeinde Lichtenberg) mit Ortsbeirat und Ortsvorsteher nach der Hessischen Gemeindeordnung. Der Ortsbeirat besteht aus fünf Mitgliedern. Bei den Kommunalwahlen in Hessen 2021 betrug die Wahlbeteiligung zum Ortsbeirat 72,70 %. Dabei wurden gewählt: je ein Mitglied der CDU, des Bündnis 90/Die Grünen und der SPD sowie zwei Mitglieder der „Freien Wählergemeinschaft Fischbachtal“ (FWF). Der Ortsbeirat wählte Achim Frank (FWF) zum Ortsvorsteher.

## Kultur und Sehenswürdigkeiten

### Regelmäßige Veranstaltungen
- Oktober: Kerb[24]
- November/Dezember: Adventsmarkt[25]

### Bauwerke
- Schloss Lichtenberg mit Museum siehe Schloss Lichtenberg (Hessen).

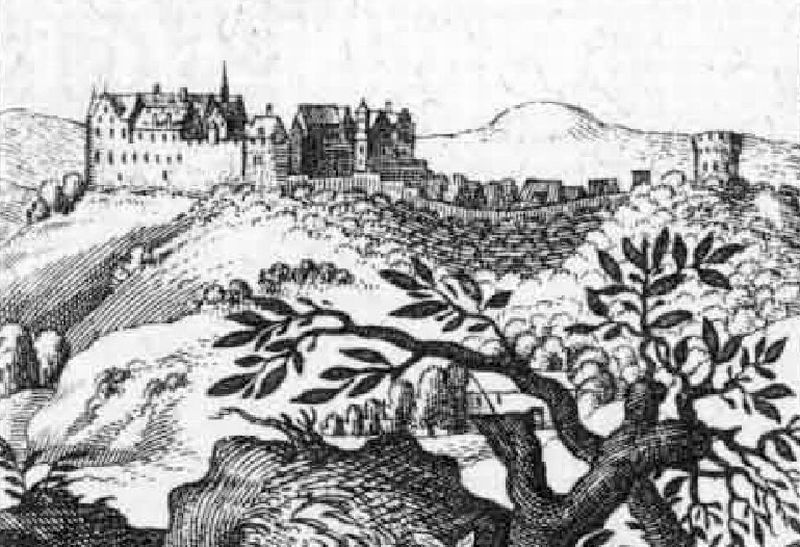
Lichtenberg (De Merian Hassiae)
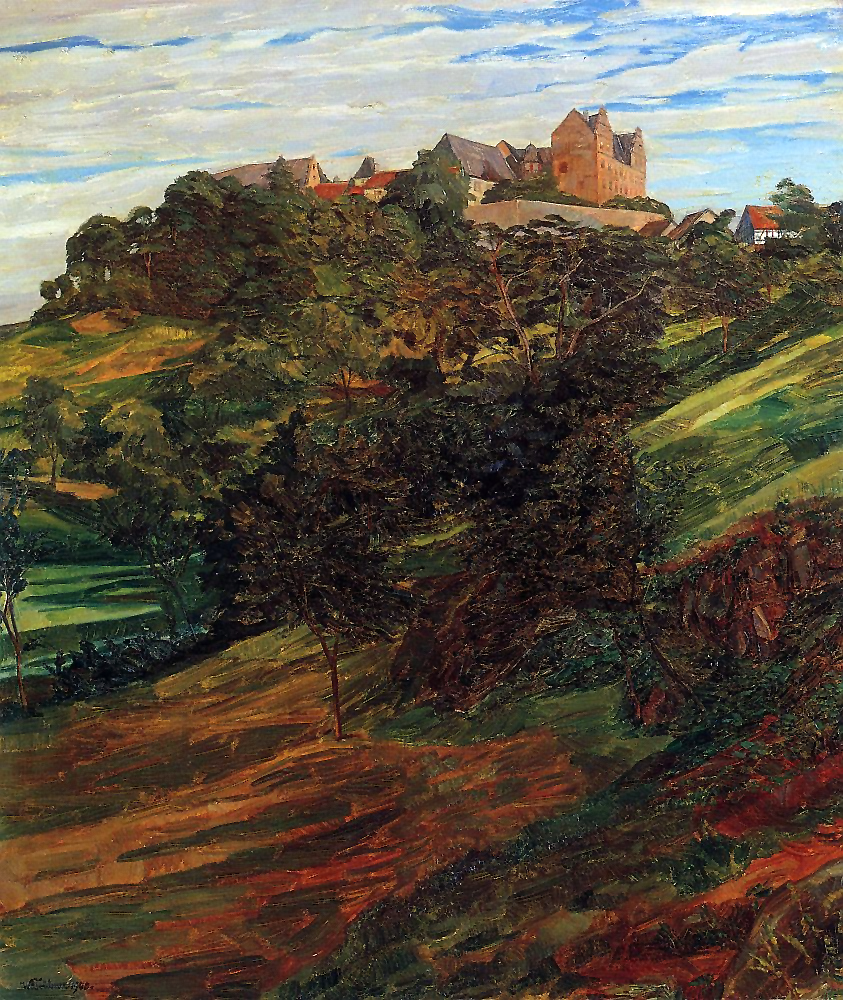
Schloss Lichtenberg (1900)
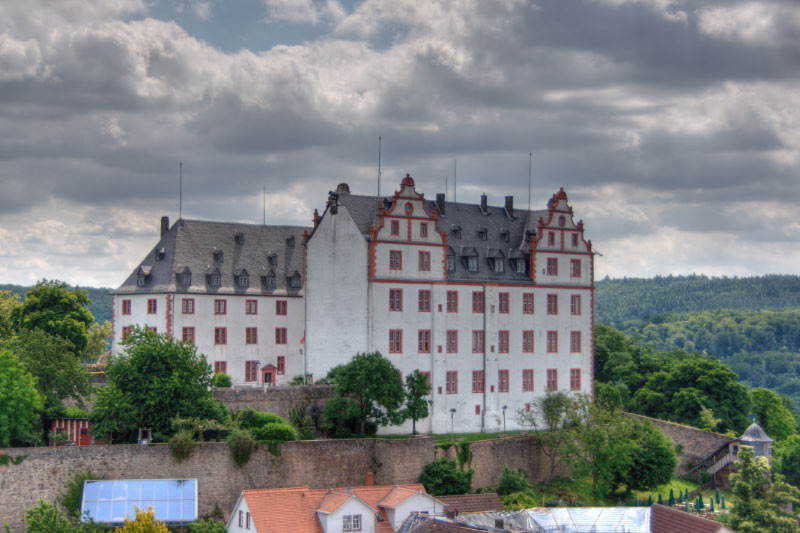
Schloss Lichtenberg (2008)
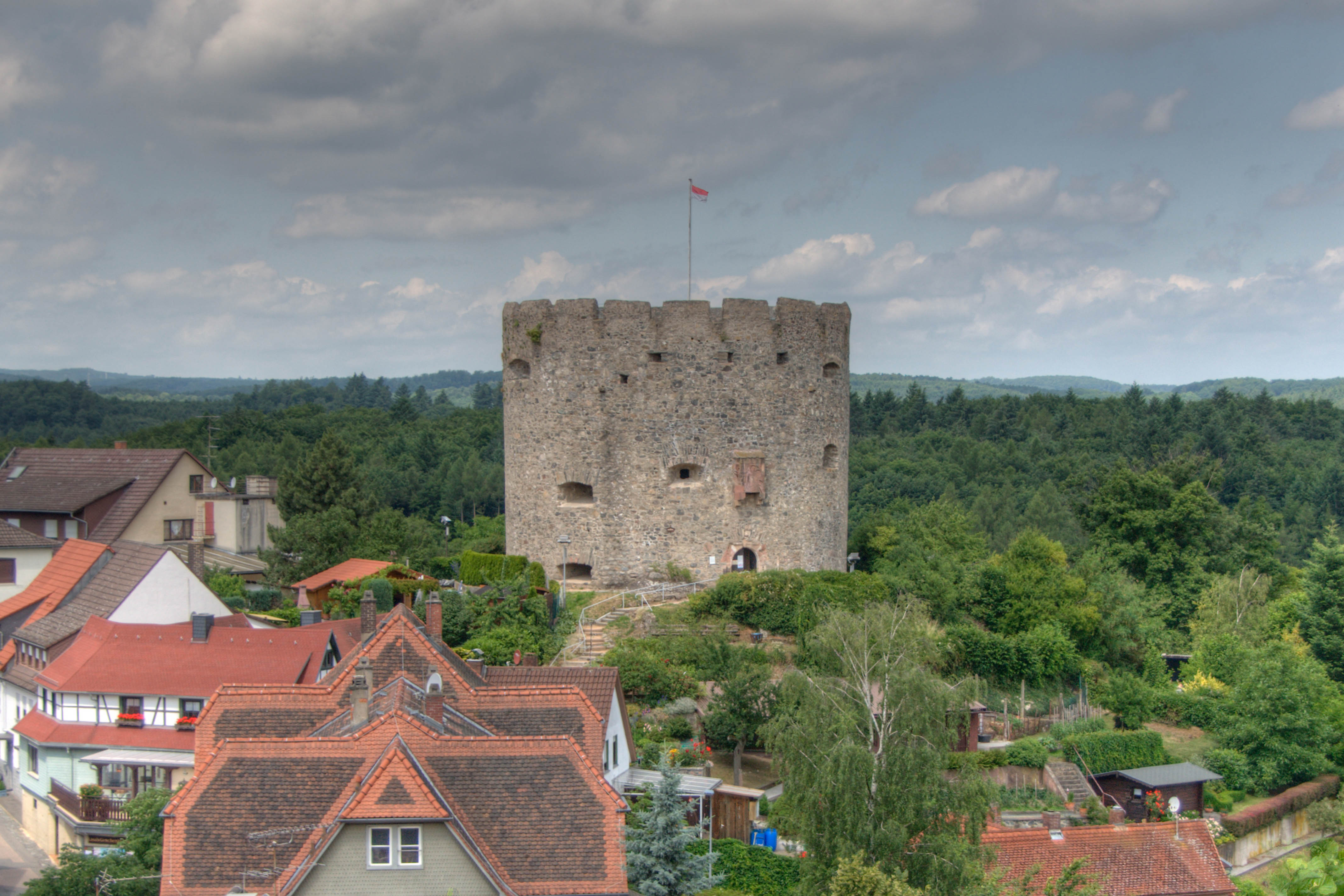
Bollwerk Lichtenberg (2008)

## Wirtschaft und Infrastruktur
- Im Ort gibt es einen geografisch-historischen Lehrpfad.

- Lichtenberger Institut für angewandte Stimmphysiologie: Im Jahre 1980  wurde von Arbeitswissenschaftler Professor Dr. Ing. Walter Rohmert ein Forschungsprojekt am Institut für Arbeitswissenschaft (IAD) der Technischen Universität Darmstadt zur Gewinnung neuer Erkenntnisse zur Gesangs- und Instrumentalforschung und deren Praxiseinsatz begründet. Mit umfangreichen akustischen und physiologischen Messmethoden werden die Vorgänge bei Gesang und Instrumentalspiel erfasst und Körpertechniken und physiologische Modelle auf deren Wirkung des Stimmklangs untersucht. Zur Durchführung praktischer Feldversuche wurde 1982 das Lichtenberger Institut gegründet, um die theoretischen Hypothesen und Erkenntnisse mit Testpersonen praktisch zu überprüfen. Die verschiedenen Seminarprogramme des Instituts werden von Sängern, Instrumentalisten, Schauspielern, Menschen in Sprechberufen, Therapeuten in Anspruch genommen. Die Inhalte der mehrtägigen Lehrgänge liegen in den Feldern der praktischen Körpererfahrungen (Beziehung zwischen Körper und Klang), sowie der theoretischen und praxisnahen Vermittlung von Betrachtungsweisen aus Akustik, Anatomie, Pädagogik,  Physiologie und Synergetik.[26] Bei der zwischenzeitlich patentierten Lichtenberger Methode werden dem Schüler neutrale Klavierklänge vorgegeben, er singt auf diesen vorgespielten Tönen einfache Vokalfolgen auf einer Prime mit dem Ziele einer prozesshaften Entwicklung verschiedener Klangparameter im Wohlfühlbereich.[27]